# وادي آره
وادي آره هو نهر يقع في مقاطعتي قادس ومالقة الإسبانيتين في منطقة الأندلس المستقلة بإسبانيا. يتدفق جنوبًا من جبال Bermeja عبر جبال بني سلامة ويصب في البحر الأبيض المتوسط في Sotogrande. يشتهر النهر بوجود بعض المستنقعات الوحيدة في ساحل الشمس Costa del Sol. هذا المستنقع محمي بمحمية طبيعية 27 هكتار (67 أكر). هناك العديد من البلدات والمجتمعات بالقرب من مصبهاPueblonuevo de Guadiaro و مدنية وادي آره و Torreguadiaro و Sotogrande و San Enrique و Venta Nueva وكلها تقع داخل بلدية سان روج.